# Alexandre Gavard

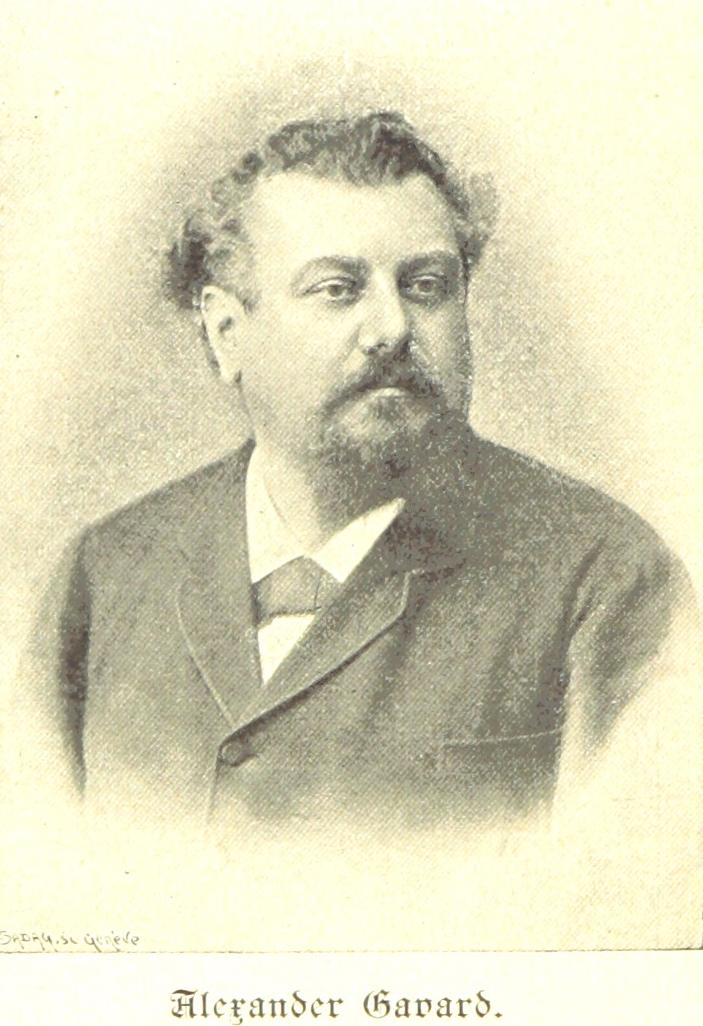
Alexandre Gavard

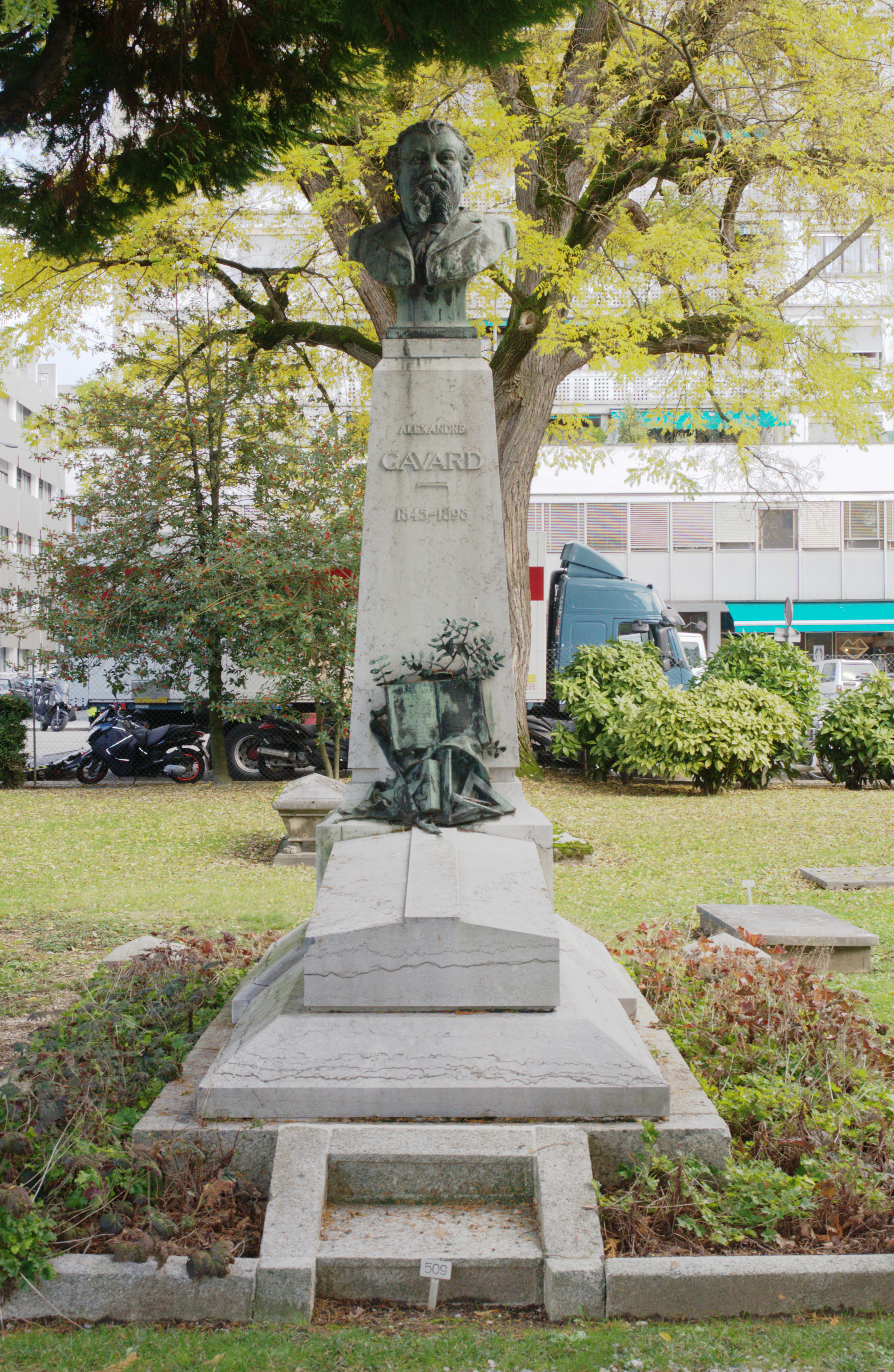
Grabstätte von Alexandre Gavard

Pierre-Alexandre Gavard (* 25. März 1845 in Perly-Certoux; † 29. November 1898 in Menton bei Nizza; heimatberechtigt in Perly-Certoux) war ein Schweizer Lehrer und freisinniger Politiker.

## Leben

### Familie
Alexandre Gavard war der Sohn des Primarlehrers Claude François Gavard und dessen Ehefrau Constance-Véronique (geb. Martin).
Er war in erster Ehe mit Angélique-Julia († Dezember 1888), der Tochter des Etuimachers Pierre Girod, verheiratet. In zweiter Ehe heiratete er Antonie, die Tochter des Kriminalbeamten Henri Roch. Aus erster Ehe hatte er zwei Kinder, von denen eines als Veterinärprofessor in Santiago in Chile 1899 tätig wurde, dort jedoch bereits 1900 verstarb.
Alexandre Gavard verstarb, als er seinen Freund François Durel, Direktor des Genfer Kursaals, der 1906 ermordet wurde, in dessen Villa in Menton besuchte.
Sein Leichnam wurde durch den Staatsrat Alfred Vincent nach Genf überführt.
Die von Bischof Eduard Herzog geleitete gottesdienstliche Trauerfeier fand in der Kirche St. Germain (siehe Notre-Dame de Genève) statt. Seine anschliessende Bestattung auf Staatskosten erfolgte auf dem Cimetière des Rois.

### Werdegang
Alexandre Gavard besuchte die Industrieschule und das Collège Calvin in Genf.
Seit 1864 war er als Gymnasiallehrer am Collège von Carouge tätig und wurde dann 1872 Lehrer am Genfer Collège industriel et commercial (Industrie- und Handelsschule); in dieser Zeit erlernte er die deutsche Sprache während eines Studiums an der Universität Heidelberg.
Nachdem er sich 1889 aus der Politik zurückgezogen hatte, war er bis 1891 Redaktor der radikalen Zeitung Le Genevois, die von Georges Favon gegründet worden war; daneben redigierte er das pädagogische Blatt der Westschweiz, l'educateur. 1891 übernahm er die Redaktion des Journal de Vevey.
Von 1892 bis 1894 war er, als Vertreter des erkrankten Alexandre Daguet (1816–1894), Professor für Schweizer Geschichte an der Neuenburger Akademie (siehe Universität Neuenburg).

### Politisches und gesellschaftliches Wirken
1873 wurde Alexandre Gavard durch Antoine Carteret zum Generalsekretär des Erziehungsdepartements ernannt und war von 1872 bis 1877 Stadtrat in Carouge.
Er war 1874 Vizepräsident des katholischen Oberkirchenrats.
1875 erschien sein Bericht über die Aufhebung der religiösen Korporationen im Kanton Genf, Concernant la suppression des corporations religieuses dans le canton de Genève, im Druck.
Dass von ihm und B. Dussaud verfasste Lesebuch Livre de lecture à l'usage des écoles de la Suisse romande wurde 1876 für alle französischen Schulen im Kanton Freiburg für verbindlich erklärt; allerdings verhinderte die dortige Geistlichkeit die obligatorische Einführung, sodass das Lesebuch nur an einem kleinen Teil der Schulen eingeführt werden konnte.
Sein Engagement bei der Gründung der Eglise catholique nationale von Genf führte zu seiner erfolgreichen Kandidatur auf der Liste der Radikalen für den Genfer Grossen Rat im Jahr 1874. Im Grossen Rat trat er bei der Vorbereitung der Gesetze zur Aufhebung der religiösen Körperschaften als Berichterstatter von Staatsrat Antoine Carteret auf.
1877 erfolgte seine Wahl, als Nachfolger des verstorbenen Jacques-François Ormond (1832–1877), in den Staatsrat, den er 1883, 1885 und 1897 präsidierte; 1884 wurde er zum Vizepräsidenten gewählt. Nach der Wahl zum Staatsrat 1877 kam durch einen Brief eines Wählers der Verdacht des Wahlbetrugs auf. Es wurde bestätigt, dass ein Uhrmacher versucht hatte, die Wahl zu manipulieren, der hierfür zu einem Monat Gefängnis und einer Geldstrafe verurteilt wurde, die Gefängnisstrafe wurde später durch das Appellationsgericht in einen Polizei-Arrest umgewandelt. Aufgrund des nachgewiesenen Wahlbetrugs, der aufgrund der damaligen Gesetzeslage überwiegend straflos blieb, wurde das Wahlgesetz geändert. Im Staatsrat folgte ihm Georges Favon.
Gemeinsam mit Jules Philippin hielt er sich 1881 in Paris auf, um mit der französischen Regierung Verhandlungen zu Eisenbahnfragen zu führen.
1882 führte er, gemeinsam mit Moïse Vautier, Verhandlungen mit der Westbahnverwaltung (siehe Chemins de fer de la Suisse Occidentale) in Bern zu einer Zugverbindung, wonach Genf einen direkten Zug nach Bern erhalten sollte; bei Vertragsabschluss mussten sie hierbei Zugeständnisse machen. Er führte 1888, gemeinsam mit Gustave Ador, erneut Verhandlungen in Paris wegen einer Zugverbindung durch die Faucille (siehe Col de la Faucille). 1890 wurde er in die internationale Kommission berufen, die gebildet worden war, um einen Faucille-Durchstich zu planen.
Im Oktober 1882 trat er von seinem Amt als Präsident des Verwaltungsrats der Genfer Hypothekarkasse zurück, nachdem diese in finanzielle Schwierigkeiten geraten war.
1882 wurde er für die Zeit von 1883 bis 1885 zum Präsidenten des Zentralkomitees des Lehrvereins der romanischen Schweiz bestellt.
Er war vom 1. Dezember 1884 bis zum 30. November 1890 sowie vom 7. Dezember 1896 bis zu seinem Tod im Ständerat, deren Vizepräsident er 1887 wurde und den er ab Ende 1887 präsidierte; 1885 wurde er dort in die Kommission zur Rhonekorrektion (siehe Dritte Rhonekorrektion#Geschichte) gewählt.
Im Staatsrat stand er anfangs der höheren Gefängnisverwaltung vor, bevor er dem Departement für öffentliche Bauten vorstand; hierbei liess er sich Fehler in der Amtsführung zuschulden kommen, die ihm eine hartnäckige Verleumdungskampagne eintrugen; 1887 wurde er dann Direktor des Erziehungsdepartements. Die inneren Streitigkeiten der Radikalen kosteten ihn 1889 seine Wiederwahl in den Staatsrat.
Mit Pierre Moriaud, Georges Favon und Adrien Lachenal vertrat er die Genfer verjüngte radikal-liberale Richtung, die ab 1887 in Opposition zum radikal-nationalen Flügel im Staatsrat um Antoine Carteret stand.
1886 wurde er zum Präsidenten der Zentralkommission für die Schweizerische Landesausstellung 1888 gewählt, die später jedoch wegen der Pariser Weltausstellung 1889 und auf Wunsch des Bundesrats auf 1896 verschoben wurde. Er wurde 1893 zum Generalredakteur des Katalogs Journal officiel und der monatlich erscheinenden Ausstellungszeitung le Journal de l'Exposition nationale, der offizielle Führer der Schweizerischen Landesausstellung, ernannt.
Er wurde 1887 in die Kommission für die Begutachtung des Erfindungsschutzgesetzes gewählt, der im Ständerat Ende 1887 angenommen wurde.
Alexandre Gavard zog sich, nachdem er auch bei den Grossratswahlen eine Niederlage erlitten hatte, 1889 vorübergehend aus der Politik zurück und übte eine Vielzahl anderer Tätigkeiten aus.
1892 wurde er wieder in den Grossen Rat sowie 1896 in den Ständerat gewählt und 1897 kehrte er als Leiter des Erziehungsdepartements in den Staatsrat zurück und blieb bis zu seinem Tod in diesem Amt.
Er sass seit 1880 dem Vorstand der Stiftung Gesellschaft für Alterspension (Societe de retraite pour la vieillesse) vor, die durch Johann Baptist Marechal gegründet worden war.
Im Ständerat wurde er 1888 in die Zolltarifkommission und in die Geschäftsprüfungskommission gewählt; hierbei wurde er Präsident der Kommission für das Budget 1889.
Er trat 1889 von seinem Amt als Verwaltungsrat der Westbahn zurück.
1897 war er Präsident der ständerätlichen Kommission für das künstlerische Eigentum.
1898 veröffentlichte er sein Werk Histoire de la Suisse au XIXe siècle, das auch auf Deutsch als Geschichte der Schweiz im XIX. Jahrhundert erschien.

## Mitgliedschaften
Alexandre Gavard war Ehrenmitglied des Musikchors Union Instrumentale.
Er war seit 1883 Mitglied der Freimaurerloge Fidélité et Prudence und von 1895 bis 1898 Meister vom Stuhl.
1897 wurde er zum Ehrenmitglied des Schweizerischen Wirtetags ernannt und 1892 Präsident des neu gegründeten Sportvereins in Genf.
Er war Ehrenpräsident des Verbands der schweizerischen geographischen Gesellschaften (siehe Société de Géographie de Genève).

## Ehrungen und Auszeichnungen
Zu Ehren von Alexandre Gavard wurde 1901 auf dem Friedhof Cimetière des Rois in Plainpalais durch die Freimaurer 1900 eine Büste an seiner Grabstätte aufgestellt.
Eine Auszeichnung mit dem Kommandeurkreuz des Franz-Joseph-Ordens durch den österreichischen Kaiser Franz Joseph I., lehnte er, mit Hinweis auf das strikte Verbot (Artikel 12) der Bundesverfassung, kurz vor seinem Tod ab.
In Carouge wurde die Rue Alexandre-Gavard nach ihm benannt.

## Schriften (Auswahl)
- B. Dussaud; Alexandre Gavard: Livre de lecture à l'usage des écoles de la Suisse romande. Genf, 1874.
- Concernant la  suppression des corporations religieuses dans le canton de Genève. Genf, 1875.[71]
- Vie et voyages du docteur David Livingstone. Paris, 1878 (Digitalisat).
- L'enfance abandonnée et les moyens de la protéger. Genève, 1892.
- Abrégé d'histoire suisse. Neuenburg, 1894 (Digitalisat).
- Offizieller Führer: illustriert mit Ansichten von Genf und der Ausstellung sowie mit 8 Uebersichtsplänen. Genf, 1896 (Digitalisat).
- Histoire de la Suisse au XIXe siècle. Genf, 1898.
- Geschichte der Schweiz im XIX. Jahrhundert. Genf, 1898.